# إم إس سي بيليسيما
ام اس سي بيليسيما هي سفينة سياحية والتي تملكها وتديرها ام اس سي للرحلات البحرية، يمكنها استيعاب 4500 راكبًا، ويبلغ عدد طاقمها حوالي 1500 فردًا
ام اس سي بيليسيما ومثيلتها من نفس الفئة ام اس سي ميرافيليا. تشكلان أسطول ام اس سي ضمن الفئة التي تطلق عليها اسم ميرافيليا، بدأت أعمال بناءها في 15 نوفمبر 2016 في أحواض شركة شانتيي دو لاتلونتيك في فرنسا. لتحتوي على 2217 قمرة و 1,418 شرفة.